# Эймс, Анджела
Андже́ла Эймс-Хо́гленд (англ. Angela Aames-Haughland; 27 февраля 1956, Пирр, Южная Дакота, США — 27 ноября 1988, Уэст-Хиллз, Калифорния, США) — американская актриса.

## Биография
Анджела Эймс родилась 27 февраля 1956 года в Пирре (штат Южная Дакота, США). Она играла в средней школе и посещала Университет Южной Дакоты до того, как отправиться в Голливуд в 1978 году. Она обучалась в Институте театра и кино Ли Страсберга и в Комедийном семинаре Харви Лембека.
Анджела дебютировала в кино в 1978 году, сыграв роль маленькой Бо Пип в фильме «Сказки». В 1984 году Эймс сыграла одну из своих самых знаменитых ролей — миссис Клапнер в фильме «Мальчишник». В 1988 году она сыграла свою 29-ю и последнюю роль в фильме «Сгибать».
27 июня 1987 года Анджела вышла замуж за Марка Хогленда. В ноябре 1988 года Эймс сразил вирус, после чего у неё начались проблемы с сердцем. 27 ноября 1988 года она скончалась от сердечного заболевания в доме своего друга в пригороде Лос-Анджелеса Уэст-Хиллз (штат Калифорния, США) и была похоронена в своём родном городе.